# 矢澤航
矢澤 航（やざわ わたる、1991年7月2日 - ）は、神奈川県横浜市出身の元陸上競技選手。専門は110mハードルで、自己ベストは日本歴代10位の13秒47。中学時代から全国の舞台で活躍し、全日本中学校選手権（中学）・インターハイ（高校）・日本インカレ（大学）・日本選手権（シニア）と、あらゆる世代で日本一に輝いている。2016年リオデジャネイロオリンピックの日本代表。

## 経歴
A型。横浜市立岩崎中学校、法政大学第二高等学校、法政大学卒業。デサントトラッククラブ所属。

### 中学時代まで
小学生の時は4年ほど野球をやっていて、大会では俊足を生かして盗塁王になったこともあったという。しかし、打つのが苦手ということもあり、中学では先輩や親の勧めもあって陸上部に入部。当初は100mと走幅跳をやっていたが、中学1年の夏に顧問の勧めでハードルを始め、区大会で優勝してからはハードル専門になった。3年時には全日本中学校選手権110mハードルを13秒84（+0.6）の日本中学記録で制した。

### 高校時代
法政第二高校進学後はシニア規格のハードルの高さに戸惑い、南関東大会110mハードルは7位に終わり佐賀インターハイ出場を逃した。夏の合宿ではハードルを跳びたくない気持ちと脚を速くしたいという気持ちから走る練習を積み、スプリント力を上げた。その後、国民体育大会と日本ユース選手権で優勝して110mハードル2冠を達成すると、関東高校新人ではスタート位置からゴールが見えないという雨の中で高校1年歴代最高記録（当時）となる14秒64（+1.3）をマークした。
2年時にはユースの選手ながら世界ジュニア選手権110mハードルに出場すると、決勝にあと一歩と迫る準決勝全体9位で大会を終えた。世界で戦えたことに自信を深め、そして臨んだ埼玉インターハイだったが、110mハードル準決勝のウォーミングアップで故障（右脚ハムストリングスの肉離れ）。脚がつっただけだと思いスタートラインにつくも、ブロックを蹴った瞬間にただの痙攣ではないと気づき途中棄権した。インターハイの悔しさを糧に、私生活、食事、トレーニングなどを全てを見直して3年のシーズンに臨むと、奈良インターハイ110mハードルで初優勝を成し遂げた。

### 大学時代
2010年4月に法政大学に進学。7月の世界ジュニア選手権110mハードルには前回大会に続いて出場し7位。10月に日本ジュニア選手権110mハードルを13秒97（+0.5）の大会記録（当時）で制し、大学1年目は大学タイトルを獲得できなかったが、全国タイトルは獲得した。
2011年6月の日本選手権110mハードルで初出場初優勝を果たした。なお、法政大学陸上競技部監督の苅部俊二は、今シーズン矢澤が結果を残せなければ400mハードルに挑戦させようと考えていたが、日本選手権の優勝などでそれはなくなったという。7月にはシニアの日の丸を背負いアジア選手権110mハードルに初出場を果たした（結果は予選敗退）。
2012年5月の関東インカレ（1部）110mハードルは大室秀樹に0秒01差で敗れて初優勝を逃し、6月の日本選手権110mハードルは決勝に進出するもフライングで失格。9月の日本インカレ前に肉離れを起こしたため残りのシーズンはほぼレースに出場することができず、この年は主要大会のタイトルを獲得できなかった。
2013年6月の日本選手権110mハードルを日本歴代8位（当時）の13秒59（+1.3）で制し、前回大会の決勝でフライング失格となった雪辱を果たした。7月にはアジア選手権110mハードルに2大会連続の出場を果たして銅メダルを獲得した。

### 社会人時代
2014年4月にデサントに入社。6月の日本選手権110mハードルは決勝で自己ベストタイの13秒59（+0.4）をマークするも、優勝した増野元太に0秒01差で敗れてアジア大会日本代表の座を逃した。8月にはフランスで開催された国別対抗戦のデカネーション110mハードルに出場。男女各10種目に20人の日本人が出場した今大会で、全種目を通じて日本勢最高順位となる3位に入った。
2016年6月5日の布勢スプリント110mハードル・第1レースで日本歴代3位タイの13秒54（+1.6）、第2レースで単独歴代3位（ともに当時）の13秒47（+1.4）をマークし、リオデジャネイロオリンピックの参加標準記録（13秒47）を突破。同月26日の日本選手権110mハードル決勝を13秒48（+2.4）で制し、リオデジャネイロオリンピック日本代表に内定した。8月15日のリオデジャネイロオリンピック110mハードル予選でシニア世界大会デビューを果たすとともに、この種目の日本勢としては2008年北京大会の内藤真人以来8年ぶりの出場を果たした。しかし、強い雨の降る中で行われた予選1組目で13秒89（+0.1）の組6着に終わり、着順で突破できる組4着以内には入れず、予選全ての組が終わった時点でタイムで拾われる4枠にも入れず、初のオリンピックはこれで終了したかに思われた。ところが、この予選は2組目までが強い雨の降る中で行われ、3組目からは一時中断を挟んで行われた。そのため、中断する前の組を走った国からコンディションの不利を訴える抗議の声が上がり、大会側は抗議を受け入れて異例の再レースを行うことを決めた。再レースは予選1組目と2組目の着順で突破できなかった選手たちだけで行われ、タイムで拾われる4枠以内に入れば準決勝に進出できるというものだった。しかし、スタッフから再レースがあると言われた時は「放心状態だった」という矢澤は再び集中して再レースに臨んだものの、13秒88（-0.1）の組3着に終わり予選敗退が決まった。
2017年6月の日本選手権110mハードルでは2位になるもロンドン世界選手権の参加標準記録（13秒48）を破ることができず、ロンドン世界選手権日本代表の座を逃した。9月4日に自身のツイッターにて、8月中旬の練習中に左膝蓋骨亜脱臼し、松葉杖生活を送っていることを明らかにした。骨折はしておらず手術もしないが、これにより今シーズンを終えることになった。
2021年9月の全日本実業団対抗陸上競技選手権大会（長居陸上競技場）を最後に現役を引退。引退後はデサントの社員として陸上競技に関わっている。

## 人物・エピソード
- ほぼ全ての人から第一印象は「チャラそう、軽そう、生意気そう」と言われるという。本人曰く「生意気そう」というのはあながち間違っていないという。性格は短気で負けず嫌い[2]。
- 好きなアーティストはSCANDAL[10]。都合が合えばライブにも頻繁に足を運ぶ[2]。
- 法政大学第二高等学校、法政大学と7年間法政で過ごしたこともあり、好きな色や勝負色は法政カラーであるオレンジと紺[2]。

## 自己ベスト
記録欄の（　）内の数字は風速（m/s）で、+は追い風を意味する。
| 種目                      | 記録                 | 年月日                      | 場所          | 備考        |
| 屋外                      | 屋外                 | 屋外                        | 屋外          | 屋外        |
| ------------------------- | -------------------- | --------------------------- | ------------- | ----------- |
| 100m                      | 10秒59 (+1.1) (+0.9) | 2009年8月14日 2012年7月15日 | 横浜市 町田市 |             |
| 110mハードル              | 13秒47 (+1.4)        | 2016年6月5日                | 鳥取市        | 日本歴代5位 |
| 110mハードル (高さ99.1cm) | 13秒57 (+0.4)        | 2010年7月24日               | モンクトン    |             |
| 110mハードル (高さ91.4cm) | 13秒84 (+0.6)        | 2006年8月21日               | 丸亀市        |             |
| 室内                      |                      |                             |               |             |
| 60mハードル               | 7秒86                | 2015年2月7日                | 大阪市        |             |

## 主要大会成績
- 種目欄のYHは高さ91.4cm、JHは高さ99.1cmのハードルを意味する。
- 備考欄の記録は当時のもの。

### 国際大会
| 年   | 大会                  | 場所             | 種目     | 結果         | 記録          | 備考               |
| ---- | --------------------- | ---------------- | -------- | ------------ | ------------- | ------------------ |
| 2008 | 世界ジュニア選手権    | ブィドゴシュチュ | 110mJH   | 準決勝3組4着 | 13秒67 (-1.0) | ユース日本最高記録 |
| 2010 | 日中ジュニア室内      | 大阪市           | 60mH     | 優勝         | 8秒00         |                    |
| 2010 | 世界ジュニア選手権    | モンクトン       | 110mJH   | 7位          | 13秒88 (-2.4) |                    |
| 2011 | アジア選手権          | 神戸市           | 110mH    | 予選1組4着   | 14秒21 (-2.1) |                    |
| 2011 | ユニバーシアード (en) | 深圳市           | 110mH    | 準決勝2組5着 | 13秒97 (+0.2) |                    |
| 2013 | アジア選手権          | プネー           | 110mH    | 3位          | 13秒88 (+0.1) |                    |
| 2013 | 東アジア大会 (en)     | 天津市           | 110mH    | 4位          | 13秒73 (-0.2) |                    |
| 2014 | デカネーション        | アンジェ         | 110mH    | 3位          | 13秒74 (-0.1) |                    |
| 2016 | オリンピック          | リオデジャネイロ | 110mH    | 予選6組3着   | 13秒88 (-0.1) |                    |
| 2016 | デカネーション        | マルセイユ       | 110mH    | 2位          | 13秒74 (-0.1) |                    |
| 2017 | ニトロアスレチックス  | メルボルン       | 110mH    | 3位          | 14秒21 (-1.1) |                    |
| 2017 | ニトロアスレチックス  | メルボルン       | 2x100mHR | 優勝         | 27秒52 (2走)  | 男女混合リレー     |
| 2017 | アジア選手権 (en)     | ブバネーシュワル | 110mH    | 8位          | 14秒07 (-0.6) |                    |

### 日本選手権
4x100mRは日本選手権リレーの成績
| 年   | 大会       | 場所     | 種目    | 結果       | 記録          | 備考                |
| ---- | ---------- | -------- | ------- | ---------- | ------------- | ------------------- |
| 2010 | 日本選手権 | 横浜市   | 4x100mR | 予選失格   | DQ (4走)      |                     |
| 2011 | 日本選手権 | 熊谷市   | 110mH   | 優勝       | 13秒86 (-0.1) |                     |
| 2011 | 日本選手権 | 横浜市   | 4x100mR | 2位        | 39秒89 (1走)  |                     |
| 2012 | 日本選手権 | 大阪市   | 110mH   | 決勝失格   | DQ            | 準決勝13秒75 (+0.5) |
| 2013 | 日本選手権 | 調布市   | 110mH   | 優勝       | 13秒59 (+1.3) | 日本歴代8位         |
| 2014 | 日本選手権 | 福島市   | 110mH   | 2位        | 13秒59 (+0.4) | 自己ベストタイ      |
| 2015 | 日本選手権 | 新潟市   | 110mH   | 予選2組3着 | 14秒02 (+0.4) |                     |
| 2016 | 日本選手権 | 名古屋市 | 110mH   | 優勝       | 13秒48 (+2.4) |                     |
| 2017 | 日本選手権 | 大阪市   | 110mH   | 2位        | 13秒61 (-0.2) |                     |

### その他
| 年         | 大会                                | 場所       | 種目       | 結果           | 記録          | 備考                            |
| 中学生時代 | 中学生時代                          | 中学生時代 | 中学生時代 | 中学生時代     | 中学生時代    | 中学生時代                      |
| ---------- | ----------------------------------- | ---------- | ---------- | -------------- | ------------- | ------------------------------- |
| 2005       | 全日本中学校選手権                  | 岐阜市     | 110mYH     | 予選5組4着     | 15秒44 (-1.0) |                                 |
| 2005       | ジュニアオリンピック                | 横浜市     | 110mYH     | 5位            | 15秒20 (-0.2) |                                 |
| 2006       | 全日本中学校選手権                  | 丸亀市     | 110mYH     | 優勝           | 13秒84 (+0.6) | 日本中学記録                    |
| 2006       | ジュニアオリンピック                | 横浜市     | 110mJH     | 優勝           | 14秒49 (+0.8) | 大会記録                        |
| 高校生時代 |                                     |            |            |                |               |                                 |
| 2007       | 国民体育大会                        | 秋田市     | 110mJH     | 優勝           | 14秒36 (-0.5) | 大会記録                        |
| 2007       | 国民体育大会                        | 秋田市     | 4x100mR    | 4位            | 41秒09 (1走)  |                                 |
| 2007       | 日本ユース選手権                    | 大分市     | 110mJH     | 優勝           | 14秒16 (-0.5) | ユース日本最高記録              |
| 2007       | 日本ユース選手権                    | 大分市     | 400mH      | 6位            | 55秒22        |                                 |
| 2008       | インターハイ                        | 熊谷市     | 110mH      | 準決勝途中棄権 | DNF           | 予選14秒53 (0.0)                |
| 2008       | 日本ジュニア選手権                  | 鳥取市     | 110mH      | 3位            | 14秒16 (+1.3) |                                 |
| 2009       | インターハイ                        | 奈良市     | 110mH      | 優勝           | 14秒09 (-1.7) |                                 |
| 2009       | インターハイ                        | 奈良市     | 4x100mR    | 準決勝1組3着   | 41秒34 (4走)  |                                 |
| 2009       | スーパー陸上                        | 川崎市     | 110mH      | 8位            | 14秒48 (-1.3) |                                 |
| 2009       | 日本ジュニア選手権                  | 甲府市     | 110mH      | 3位            | 14秒28 (-1.0) |                                 |
| 大学生時代 |                                     |            |            |                |               |                                 |
| 2010       | 関東インカレ (1部)                  | 東京都     | 110mH      | 4位            | 14秒08 (-0.3) |                                 |
| 2010       | 関東インカレ (1部)                  | 東京都     | 4x100mR    | 8位            | 40秒71 (1走)  |                                 |
| 2010       | 日本学生個人選手権                  | 平塚市     | 110mH      | 5位            | 13秒94 (+3.7) |                                 |
| 2010       | 日本インカレ                        | 東京都     | 110mH      | 4位            | 14秒03 (+0.7) |                                 |
| 2010       | 日本インカレ                        | 東京都     | 4x100mR    | 予選4組2着     | 40秒30 (4走)  |                                 |
| 2010       | 日本ジュニア選手権                  | 名古屋市   | 110mH      | 優勝           | 13秒97 (+0.5) | 大会記録                        |
| 2011       | 織田記念国際                        | 広島市     | 110mH      | 6位            | 13秒79 (+2.4) |                                 |
| 2011       | ゴールデングランプリ川崎            | 川崎市     | 110mH      | 7位            | 14秒14 (-2.2) |                                 |
| 2011       | 関東インカレ (1部)                  | 東京都     | 110mH      | 2位            | 14秒22 (-1.6) |                                 |
| 2011       | 日本学生個人選手権                  | 平塚市     | 110mH      | 優勝           | 13秒71 (+1.5) | 準決勝13秒69 (+1.7)：自己ベスト |
| 2011       | 日本インカレ                        | 熊本市     | 110mH      | 2位            | 13秒88 (-0.0) |                                 |
| 2011       | 国民体育大会                        | 山口市     | 110mH      | 6位            | 13秒83 (+1.9) |                                 |
| 2011       | 実業団・学生対抗                    | 平塚市     | 110mH      | 2位            | 13秒75 (+0.6) |                                 |
| 2011       | 水戸招待陸上                        | 水戸市     | 110mH      | 5位            | 13秒87 (-1.3) |                                 |
| 2012       | 織田記念国際                        | 広島市     | 110mH      | 3位            | 13秒69 (+2.1) |                                 |
| 2012       | 関東インカレ (1部)                  | 東京都     | 110mH      | 2位            | 13秒89 (+0.0) |                                 |
| 2012       | 日本学生個人選手権                  | 平塚市     | 110mH      | 3位            | 13秒76 (+2.0) |                                 |
| 2012       | 布勢スプリント                      | 鳥取市     | 110mH      | 優勝           | 13秒99 (+0.1) |                                 |
| 2012       | トワイライト・ゲームス              | 東京都     | 110mH      | 優勝           | 14秒08 (0.0)  |                                 |
| 2013       | 織田記念国際                        | 広島市     | 110mH      | 4位            | 13秒86 (+0.7) |                                 |
| 2013       | 水戸招待陸上                        | 水戸市     | 110mH      | 優勝           | 13秒97 (-1.3) |                                 |
| 2013       | 関東インカレ (1部)                  | 東京都     | 110mH      | 優勝           | 13秒72 (+0.4) |                                 |
| 2013       | トワイライト・ゲームス              | 東京都     | 110mH      | 優勝           | 13秒85 (+0.3) |                                 |
| 2013       | 日本インカレ                        | 東京都     | 110mH      | 優勝           | 13秒67 (+0.7) | 大会タイ記録                    |
| 2013       | 実業団・学生対抗                    | 平塚市     | 110mH      | 優勝           | 13秒60 (+6.7) |                                 |
| 社会人時代 |                                     |            |            |                |               |                                 |
| 2014       | 織田記念国際                        | 広島市     | 110mH      | 優勝           | 13秒65 (+1.3) |                                 |
| 2014       | 水戸招待陸上                        | 水戸市     | 110mH      | 決勝棄権       | DNS           | 予選13秒89 (+0.4)               |
| 2014       | 木南記念                            | 大阪市     | 110mH      | 優勝           | 13秒69 (-0.7) | 大会記録                        |
| 2014       | 東日本実業団選手権                  | 福島市     | 110mH      | 優勝           | 14秒17 (-3.0) |                                 |
| 2014       | 南部記念                            | 札幌市     | 110mH      | 優勝           | 13秒81 (-1.4) |                                 |
| 2014       | 実業団・学生対抗                    | 小田原市   | 110mH      | 優勝           | 14秒07 (-2.1) |                                 |
| 2014       | 全日本実業団選手権                  | 山口市     | 110mH      | 優勝           | 13秒88 (-1.9) |                                 |
| 2014       | 国民体育大会                        | 諫早市     | 110mH      | 優勝           | 13秒70 (-0.5) |                                 |
| 2015       | 日本ジュニア室内大阪 (オープン種目) | 大阪市     | 60mH       | 3位            | 7秒94         |                                 |
| 2015       | 日本ジュニア室内大阪 (オープン種目) | 大阪市     | 60mH       | 2位            | 7秒86         | 自己ベスト                      |
| 2015       | オーストラリア選手権                | ブリスベン | 110mH      | 4位            | 13秒79 (+1.5) |                                 |
| 2015       | 木南記念                            | 大阪市     | 110mH      | 決勝途中棄権   | DNF           |                                 |
| 2015       | 南部記念                            | 札幌市     | 110mH      | 優勝           | 13秒83 (+1.7) |                                 |
| 2015       | トワイライト・ゲームス              | 東京都     | 110mH      | 3位            | 14秒09 (-0.3) |                                 |
| 2016       | 織田記念国際                        | 広島市     | 110mH      | 優勝           | 13秒78 (-0.5) |                                 |
| 2016       | 木南記念                            | 大阪市     | 110mH      | 優勝           | 13秒62 (-0.2) | 大会記録                        |
| 2016       | 木南記念                            | 大阪市     | 110mH      | 優勝           | 13秒64 (-0.4) |                                 |
| 2016       | 東日本実業団選手権                  | 熊谷市     | 110mH      | 優勝           | 13秒64 (-0.7) |                                 |
| 2016       | 布勢スプリント                      | 鳥取市     | 110mH      | 優勝           | 13秒47 (+1.4) | 日本歴代3位 大会記録            |
| 2016       | 全日本実業団選手権                  | 大阪市     | 110mH      | 優勝           | 13秒65 (+0.7) |                                 |
| 2016       | 国民体育大会                        | 北上市     | 110mH      | 優勝           | 13秒62 (+0.3) |                                 |
| 2016       | 田島記念                            | 山口市     | 110mH      | 決勝棄権       | DNS           | 予選14秒04 (0.0)                |
| 2017       | オーストラリア選手権                | シドニー   | 110mH      | 3位            | 13秒76 (+3.5) |                                 |
| 2017       | 織田記念国際                        | 広島市     | 110mH      | 5位            | 13秒74 (+1.5) |                                 |
| 2017       | 木南記念                            | 大阪市     | 110mH      | 4位            | 13秒71 (-0.8) |                                 |
| 2017       | 木南記念                            | 大阪市     | 110mH      | 3位            | 13秒77 (-1.5) |                                 |
| 2017       | ゴールデングランプリ川崎            | 川崎市     | 110mH      | 4位            | 13秒69 (-1.8) |                                 |
| 2017       | 布勢スプリント                      | 鳥取市     | 110mH      | 決勝途中棄権   | DNF           | 予選13秒60 (+1.5)               |
| 2017       | Spitzen Leichtathletik Luzern       | ルツェルン | 110mH      | Cレース7位     | 14秒03 (+0.4) |                                 |
| 2017       | オールスターナイト陸上              | 平塚市     | 110mH      | 優勝           | 13秒49 (+1.8) | 大会記録                        |
| 2017       | トワイライト・ゲームス              | 東京都     | 110mH      | 3位            | 13秒80 (+1.3) |                                 |
| 2018       | 全日本実業団選手権                  | 大阪市     | 110mH      | 4位            | 13秒95 (-0.7) |                                 |